# Melaenornis brunneus
El papamoscas angoleño (Melaenornis brunneus) es una especie de ave paseriforme de la familia Muscicapidae endémica de Angola. Anteriormente se clasificaba en el género Dioptrornis. 

## Distribución y hábitat
Se encuentra únicamente en los bosques de montaña tropicales del oeste de Angola.